# Jerónimo Calatayud
General Jerónimo Calatayud (1806-1860) fue un Militar y Político Mexicano así como Gobernador de Colima. En la guerra de los tres Años o guerra de Reforma, combatió al lado del General conservador Miguel Miramón en Jalisco y Colima, hasta que salió de Colima en 1860, cuando fueron desalojados los conservadores, pero luego regreso al estado de Colima y triunfó en batalla, con lo que fue nombrado Gobernador, Jefe Político y Militar del Territorio de Colima, hasta el 24 de marzo de 1860 en que fue desalojado y se fue a Tepic, Nayarit. Allí fue derrotado y se suicidó en 1860 para no caer en manos del General Antonio Rojas.
| Predecesor: Juan Manuel Salazar | Gobernador de Colima 1859 - 1860 | Sucesor: Urbano Gómez |

- Datos: Q5929470